# Іп (комуна)
Іп (рум. Ip) — комуна у повіті Селаж в Румунії. До складу комуни входять такі села (дані про населення за 2002 рік):
- Іп (1669 осіб) — адміністративний центр комуни
- Зеуан-Бей (111 осіб)
- Зеуан (1053 особи)
- Коснічу-де-Жос (728 осіб)
- Коснічу-де-Сус (385 осіб)

Комуна розташована на відстані 411 км на північний захід від Бухареста, 33 км на захід від Залеу, 90 км на північний захід від Клуж-Напоки.

## Населення
За даними перепису населення 2002 року у комуні проживали 3946 осіб.
Національний склад населення комуни:
| Національність            | Кількість осіб | Відсоток |
| ------------------------- | -------------- | -------- |
| угорці                    | 1981           | 50,2%    |
| румуни                    | 1466           | 37,2%    |
| цигани                    | 383            | 9,7%     |
| словаки                   | 111            | 2,8%     |
| українці                  | 2              | 0,1%     |
| німці                     | 2              | 0,1%     |
| не вказали національність | 1              | < 0,1%   |

Рідною мовою назвали:
| Мова      | Кількість осіб | Відсоток |
| --------- | -------------- | -------- |
| угорська  | 1993           | 50,5%    |
| румунська | 1622           | 41,1%    |
| циганська | 222            | 5,6%     |
| словацька | 109            | 2,8%     |

Склад населення комуни за віросповіданням:
| Релігія        | Кількість осіб | Відсоток |
| -------------- | -------------- | -------- |
| реформати      | 1914           | 48,5%    |
| православні    | 1554           | 39,4%    |
| баптисти       | 174            | 4,4%     |
| римо-католики  | 159            | 4,0%     |
| греко-католики | 59             | 1,5%     |
| п'ятдесятники  | 32             | 0,8%     |
| адвентисти     | 31             | 0,8%     |
| не релігійні   | 4              | 0,1%     |
| унітарії       | 1              | < 0,1%   |
| бретрени       | 1              | < 0,1%   |